# Sweltsa
Sweltsa är ett släkte av bäcksländor. Sweltsa ingår i familjen blekbäcksländor.

## Bildgalleri

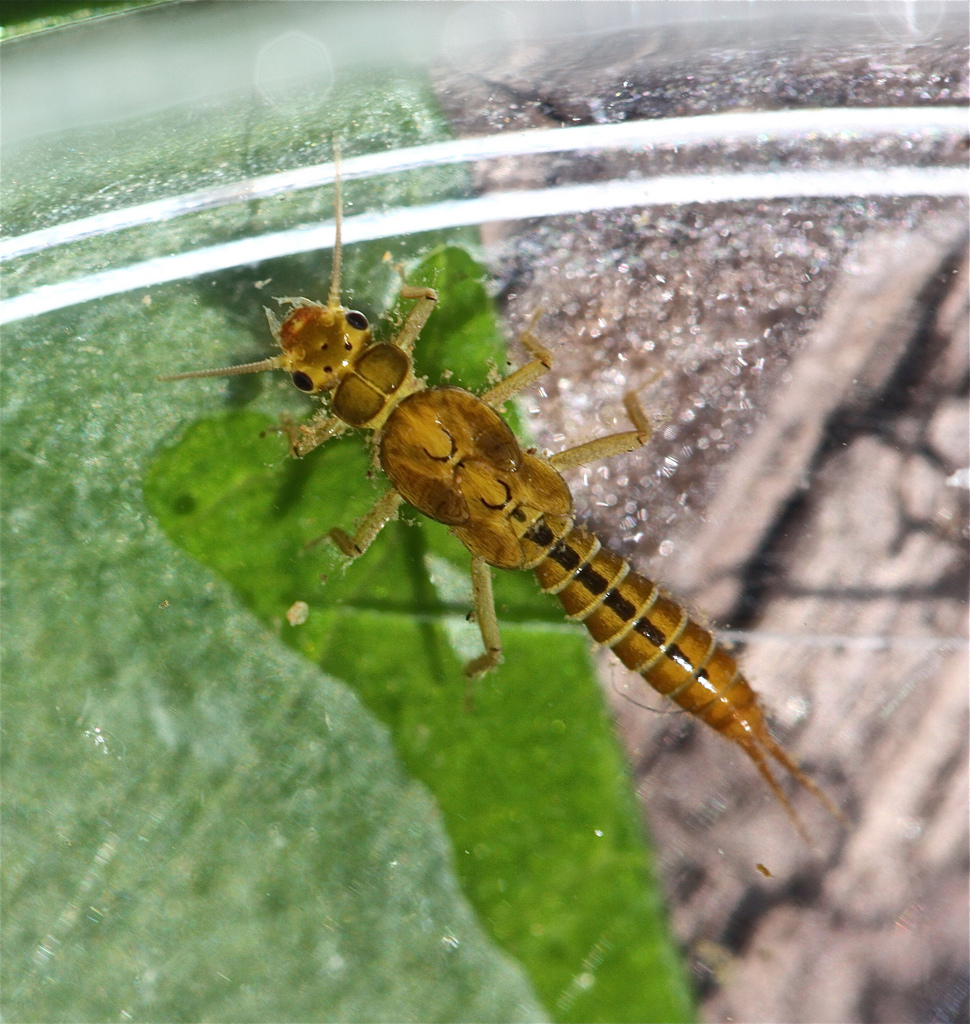

## Dottertaxa tillSweltsa, i alfabetisk ordning[1]
- Sweltsa abdominalis
- Sweltsa adamantea
- Sweltsa albertensis
- Sweltsa assam
- Sweltsa borealis
- Sweltsa californica
- Sweltsa coloradensis
- Sweltsa continua
- Sweltsa cristata
- Sweltsa durfeei
- Sweltsa exquisita
- Sweltsa fidelis
- Sweltsa gaufini
- Sweltsa hoffmani
- Sweltsa holstonensis
- Sweltsa hondo
- Sweltsa illiesi
- Sweltsa insularis
- Sweltsa kibunensis
- Sweltsa lamba
- Sweltsa lateralis
- Sweltsa lepnevae
- Sweltsa longistyla
- Sweltsa mediana
- Sweltsa naica
- Sweltsa nikkoensis
- Sweltsa occidens
- Sweltsa onkos
- Sweltsa oregonensis
- Sweltsa pacifica
- Sweltsa palearata
- Sweltsa pisteri
- Sweltsa pocahontas
- Sweltsa recurvata
- Sweltsa resima
- Sweltsa revelstoka
- Sweltsa shibakawae
- Sweltsa tamalpa
- Sweltsa townesi
- Sweltsa umbonata
- Sweltsa urticae
- Sweltsa voshelli
- Sweltsa wui
- Sweltsa yunnan
- Sweltsa yurok